# Campionato italiano di scacchi a squadre
Il Campionato italiano di scacchi a squadre è una competizione organizzata dalla Federazione Scacchistica Italiana che si svolge in Italia dal 1959. Dal 2008 su proposta dell'allora vicepresidente della federazione Mario Leoncini si svolge anche un campionato a squadre femminile.
Nel primo campionato, disputato a Lerici, era presente un'unica serie, mentre l'anno successivo il torneo comprendeva la serie A e la serie B. Nel 1961 si è aggiunta anche la serie C. Successivamente in qualche campionato erano previsti anche la serie D e la serie Juniores. Il torneo femminile è invece a girone unico.
Il campionato, con l'eccezione della massima serie a girone unico, denominata "Master", assume l'attuale struttura a partire dal 1996. Al di sotto della Master sono istituite quattro serie: A1, A2, B, e C, organizzate per ragruppamenti territoriali, volti a favorire la prossimità delle società partecipanti alla sede di gioco. I gironi di ogni serie si svolgono nella formula del torneo weekend una volta all'anno e sono composti generalmente da sei squadre che si affrontano con la formula del girone all'italiana, con diverse eccezioni. La serie Master è invece a girone unico con sedici squadre partecipanti, divise in due gironi da otto, che si affrontano in un girone all'italiana per i primi sette turni, ai quali seguono due turni play-off che stabiliscono la posizione di ciascuna squadra nella classifica finale unica. Le prime due di ciascun girone partecipano nella fase play off, alle semifinali e alle finali valide per la vittoria del campionato e i primi quattro posti. Al di sotto delle serie di livello nazionale, sono istituiti i gironi denominati "Promozione", che su base regionale permettono alle squadre di accedere alla serie C, sostituendo ogni anno le retrocesse da quest'ultima.
Nel 2024 è stata varata una riforma del campionato che prevede un numero maggiore di squadre nel complesso. La serie Master nel 2026 sarà composta da ventiquattro squadre e tre gironi, invece delle precedenti sedici. Per permettere il raggiungimento del numero di squadre necessarie, l'edizione del 2025 è stata disputata eccezionalmente con la partecipazione di venti squadre, che si affrontavano con il sistema svizzero. Le retrocessioni sarebbero state quattro, mentre otto squadre venivano promosse in totale dai gironi della serie A1.

## Edizioni assoluto
In questo paragrafo vengono elencate le squadre vincitrici della Serie A della competizione che ha in seguito assunto il nome di Serie Master.
| #   | Anno | Luogo                     | Squadra vincitrice                | Origine           | Composizione squadra                                                                   |
| --- | ---- | ------------------------- | --------------------------------- | ----------------- | -------------------------------------------------------------------------------------- |
| 1º  | 1959 | Lerici                    | Accademia romana scacchi          | Roma              | Nestler, Giustolisi, G. Primavera, Sacconi, Tatai                                      |
| 2º  | 1960 | Lerici                    | Accademia scacchistica napoletana | Napoli            | Porreca, Scafarelli, Trezza, Del Vecchio, Busco                                        |
| 3º  | 1961 | Cremona                   | Società scacchistica milanese     | Milano            | Alfredo Rubinstein, Castiglioni, Lilloni, Contedini, Ferrantes                         |
| 4º  | 1962 | Lerici                    | Dopolavoro dipendenti comunali    | Roma              | Tatai, Giustolisi, Zichichi, Fricker, Sacconi                                          |
| 5º  | 1963 | Imperia                   | Dopolavoro dipendenti comunali    | Roma              | Giustolisi, G. Primavera, Zichichi, Fricker, R. Primavera                              |
| 6º  | 1964 | Genova                    | Dopolavoro dipendenti comunali    | Roma              | Tatai, G. Primavera, Zichichi, Fricker, R. Primavera                                   |
| 7º  | 1966 | Monticelli Terme          | Dopolavoro dipendenti comunali    | Roma              | Tatai, G. Primavera, R. Primavera, Zichichi, Fricker                                   |
| 8º  | 1967 | Recoaro Terme             | Società scacchistica triestina    | Trieste           | Filipović, Cosulich, Daveglia, Gioulis, Kovacic                                        |
| 9º  | 1969 | Fanano                    | Circolo "Luigi Centurini" Genova  | Genova            | Tatai, Porreca, Scafarelli, Grassi                                                     |
| 10º | 1970 | Marostica                 | Circolo "Luigi Centurini" Genova  | Genova            | Porreca, Grassi, Damele, Resaz                                                         |
| 11º | 1971 | Asiago                    | Dopolavoro dipendenti comunali    | Roma              | Zichichi, R. Primavera, G. Primavera, Fricker                                          |
| 12º | 1972 | Reggio Emilia             | Circolo scacchistico bolognese    | Bologna           | Cappello, Palmiotto, Sartori, Di Pietro                                                |
| 13º | 1973 | Tivoli                    | Accademia scacchistica romana     | Roma              | Mariotti, Zichichi, Giustolisi, G. Primavera, R. Primavera                             |
| 14º | 1974 | Milano                    | Gruppo sportivo "Banco di Roma"   | Roma              | Mariotti, Zichichi, Passerotti, Valenti                                                |
| 15º | 1975 | Castelvecchio Pascoli     | Accademia scacchistica reggiana   | Reggio Emilia     | Enrico Paoli, Tullio Trincardi, Dario Anceschi, Paolo Bagnoli                          |
| 16º | 1976 | Venezia                   | Gruppo sportivo "Banco di Roma"   | Roma              | Mariotti, Zichichi, Passerotti, Valenti, Coppini, Zagallo                              |
| 17º | 1977 | Castelvecchio Pascoli     | Gruppo sportivo "Banco di Roma"   | Roma              | Mariotti, Zichichi, Passerotti, Valenti, Coppini                                       |
| 18º | 1979 | San Marino                | Gruppo sportivo "Banco di Roma"   | Roma              | Mariotti, Tatai, Zichichi, Passerotti                                                  |
| 19º | 1982 | Lido Adriano              | Società scacchistica milanese     | Milano            | Béla Tóth, Ennio Arlandi, Mario Lanzani, Luigi Caselli                                 |
| 20º | 1983 | Venezia                   | Gruppo sportivo "Banco di Roma"   | Roma              | Mariotti, Zichichi, Tassi, Passerotti                                                  |
| 21º | 1986 | Chianciano                | Gruppo sportivo "Cavit"           | Trento            | Tatai, Messa, Sanna, De Eccher, Sibilio, Moncher                                       |
| 22º | 1987 | 1ª Coppa Italia a squadre | Società scacchistica torinese     | Torino            | Sarno, Grinza, Rivello, Fabbri, David, P. Ponzetto                                     |
| 23º | 1989 | 2ª Coppa Italia a squadre | Associazione romana scacchi       | Roma              | Mariotti, D'Amore, Passerotti, Steinfl, Satta                                          |
| 24º | 1991 | 3ª Coppa Italia a squadre | Circolo "Luigi Centurini" Genova  | Genova            | Tatai, Scafarelli, Cangiotti, Grassi, Bozzo, Emanuelli Simoncini, Resaz                |
| 25º | 1993 | Firenze                   | Circolo scacchistico marosticense | Marostica         | Godena, Belotti, Manca, C. Rossi, Micheli, Ceschia, Privitera, Bonotto                 |
| 26º | 1994 | (7 turni senza finale)    | Mc Microcomputers                 | Roma              | Vlado Kovacević, D'Amore, Marinelli, Ianniello, Bellia                                 |
| 27º | 1995 | (7 turni senza finale)    | Mc Microcomputers                 | Roma              | Kovacević, Tatai, D'Amore, Marinelli, Ianniello, Steinfl                               |
| 28º | 1996 | Amantea                   | Circolo scacchistico Averno FKT   | Pozzuoli          | Mariotti, Ortega L., Iannaccone, Vallifuoco, Martorelli Antonio, Bellia, Cocozza       |
| 29º | 1997 | Montecatini Terme         | VIMAR Marostica                   | Marostica         | Godena, Belotti, Borgo, Manca, Micheli, Rossi C.                                       |
| 30º | 1998 | Bologna                   | Circolo scacchistico Surya A.S.D. | Montecatini Terme | Đurić, Efimov, Mariotti, Arlandi, D'Amore, Passerotti                                  |
| 31° | 1999 | Potenza                   | Circolo scacchistico Surya A.S.D. | Montecatini Terme | Lpowtjan, Zelčić, Đurić, Efimov, Arlandi, Bellini                                      |
| 32° | 2000 | Castel Lagopesole         | Circolo scacchistico Ippogrifo    | Reggio Emilia     | Tkačëv, Vezzosi, Delčev, Iotti                                                         |
| 33° | 2001 | Palermo                   | VIMAR Marostica                   | Marostica         | Hübner, Godena, Belotti, Stangl                                                        |
| 34° | 2002 | Treviso                   | VIMAR Marostica                   | Marostica         | Hübner, Godena, Borgo, Stangl                                                          |
| 35° | 2003 | Laveno                    | VIMAR Marostica                   | Marostica         | Hübner, Godena, Belotti, Stangl                                                        |
| 36° | 2004 | Penne                     | VIMAR Marostica                   | Marostica         | Robert Hübner, Michele Godena, Bruno Belotti, Giulio Borgo                             |
| 37° | 2005 | Senigallia                | A.D.S. Vestina Penne              | Penne             | Carlos García Palermo, Ennio Arlandi, Fabio Bruno, Vasilios Kotronias, Sabino Brunello |
| 38° | 2006 | Porto San Giorgio         | Obiettivo Risarcimento Padova     | Padova            | Erald Dervishi, Fabio Bellini, Carlo D'Amore, Ennio Arlandi                            |
| 39° | 2007 | Palermo                   | VIMAR Marostica                   | Marostica         | Robert Hübner, Michele Godena, Lexy Ortega, Federico Manca, Giulio Borgo               |
| 40° | 2008 | Arvier                    | Circolo scacchi "R. Fischer"      | Chieti            | Judit Polgár, Carlos García Palermo, Carlo D'Amore, Roberto Mogranzini, Mario Sibilio  |
| 41° | 2009 | Senigallia                | Obiettivo Risarcimento Padova     | Padova            | Georgiev, Romero Holmes, Bellini, Brunello, Valsecchi, Arlandi                         |
| 42° | 2010 | Arvier                    | Obiettivo Risarcimento Padova     | Padova            | Caruana, Georgiev, Bellini, Collutiis, Arlandi, Valsecchi                              |
| 43° | 2011 | Spoleto                   | Scavolini Siviglia Pesaro         | Pesaro            | Sutovskij, Vocaturo, Marin, Brunello, Denis Rombaldoni, Axel Rombaldoni, M. Ragonesi   |
| 44° | 2012 | Arvier                    | Obiettivo Risarcimento Padova     | Padova            | Caruana, Nakamura, Georgiev, Bellini, Godena, Efimov, Collutiis                        |
| 45° | 2013 | Castione della Presolana  | Obiettivo Risarcimento Padova     | Padova            | Čeparinov, Georgiev, Vocaturo, Godena, Dvirnyy, Bellini, Collutiis, Valsecchi          |
| 46° | 2014 | Condino                   | Obiettivo Risarcimento Padova     | Padova            | Caruana, Nakamura, Vachier-Lagrave, Georgiev, Vocaturo, Godena, Dvirnyy, Mogranzini    |
| 47° | 2015 | Civitanova Marche         | Obiettivo Risarcimento Padova     | Padova            | Nakamura, Vachier-Lagrave, Bacrot, Vocaturo, Godena, Dvirnyy, Mogranzini               |
| 48° | 2016 | Civitanova Marche         | Circolo scacchi "R. Fischer"      | Chieti            | Soćko, Rombaldoni, García Palermo, Rombaldoni, Shytaj                                  |
| 49° | 2017 | Gallipoli                 | Obiettivo Risarcimento Padova     | Padova            | Vallejo Pons, Lékó, Vocaturo, Brunello, Godena, David, Dvirnyy, Mogranzini             |
| 50° | 2018 | Gallipoli                 | Obiettivo Risarcimento Padova     | Padova            | Vallejo Pons, Granda Zúñiga, Vocaturo, David, Brunello, Dvirnyy, Godena, Mogranzini    |
| 51° | 2019 | Bressanone                | Obiettivo Risarcimento Padova     | Padova            | Šarić, Jones, Vocaturo, David, Brunello, Valsecchi, Dvirnyy, Godena                    |
| 52° | 2021 | Montesilvano              | Obiettivo Risarcimento Padova     | Padova            | Lagarde, Šarić, Valsecchi, Dvirnyy, Brunello, Marco Massironi                          |
| 53° | 2022 | Montesilvano              | Obiettivo Risarcimento Padova     | Padova            | Šarić, Jones, Vocaturo, Valsecchi, Brunello, Dvirnyy, Marco Massironi                  |
| 54º | 2023 | Bacoli                    | Obiettivo Risarcimento Padova     | Padova            | Predke, Pichot, Brunello, Dvirnyy, Valsecchi, Marco Massironi, Cristiano Quaranta      |
| 55º | 2024 | Vasto                     | Obiettivo Risarcimento Padova     | Padova            | Šarić, Predke, Brunello, Dvirnyy, Artem Gilevych, Marco Massironi, Cristiano Quaranta  |
| 56º | 2025 | Darfo Boario Terme        | S.S. Lazio Scacchi Master         | Roma              | Sarana, Fier, Iermito, Godena, Lumachi, Aghayev, Bellia                                |

## Edizioni femminile
| Nr. | Anno | Luogo             | Squadra vincitrice                    | Componenti della squadra in ordine di scacchiera                 |
| --- | ---- | ----------------- | ------------------------------------- | ---------------------------------------------------------------- |
| 1º  | 2008 | Arvier            | Vitinia Roma                          | Panella, Sautto, Messina, Pignatelli                             |
| 2º  | 2009 | Senigallia        | Ancona 1 Ancona                       | Foişor, Brunello M., Sirletti, Brunello R.                       |
| 3º  | 2010 | Arvier            | Chieti Femminile Chieti               | Fierro, Zimina, De Rosa, Di Primio                               |
| 4º  | 2011 | Spoleto           | "R. Fischer" Chieti Chieti            | Fierro, Sedina, De Rosa, Di Primio                               |
| 5º  | 2012 | Arvier            | Chieti                                | Fierro, Zimina, De Rosa, Di Primio                               |
| 6º  | 2013 | Bratto            | Fischer Chieti Chieti                 | Fierro, Zimina, Brunello M., Di Primio                           |
| 7º  | 2014 | Condino           | Chieti                                | Soćko, Zimina, Brunello M., Di Primio                            |
| 8º  | 2015 | Civitanova Marche | "R. Fischer" Chieti Chieti            | Soćko, Zimina, Gueci T., Di Primio                               |
| 9º  | 2016 | Civitanova Marche | "R. Fischer" Chieti Chieti            | Soćko, Zimina, Paolillo, Di Primio                               |
| 10º | 2017 | Gallipoli         | Caissa Italia Pentole Agnelli Bologna | Pähtz, Brunello M., De Rosa, Santeramo, Guerini                  |
| 11º | 2018 | Gallipoli         | Caissa Italia Pentole Agnelli Bologna | Tsolakidou, Zimina, Brunello M., De Rosa, Santeramo, Guerini     |
| 12º | 2019 | Bressanone        | Caissa Italia Pentole Agnelli Bologna | Tsolakidou, Zimina, Brunello M., Gueci T., De Rosa, Santeramo    |
| 13º | 2021 | Montesilvano      | "R. Fischer" Chieti Chieti            | Soćko, Zimina, Paolillo, Di Primio, Maione, Reginato, Garau      |
| 14º | 2022 | Montesilvano      | Caissa Italia Pentole Agnelli Bologna | Os'mak, Brunello M., Gueci T., De Rosa, Goi                      |
| 15º | 2023 | Bacoli            | Pedone Isolano Misilmeri              | Milliet, Gueci T., Palma, Martinelli, Grimaldi, Vecchione, Fiolo |
| 16º | 2024 | Vasto             | Pedone Isolano Misilmeri              | Milliet, Gueci T., Grimaldi, Martinelli, Fiolo                   |
| 17º | 2025 | Montesilvano      |                                       |                                                                  |